# Levin August von Bennigsen

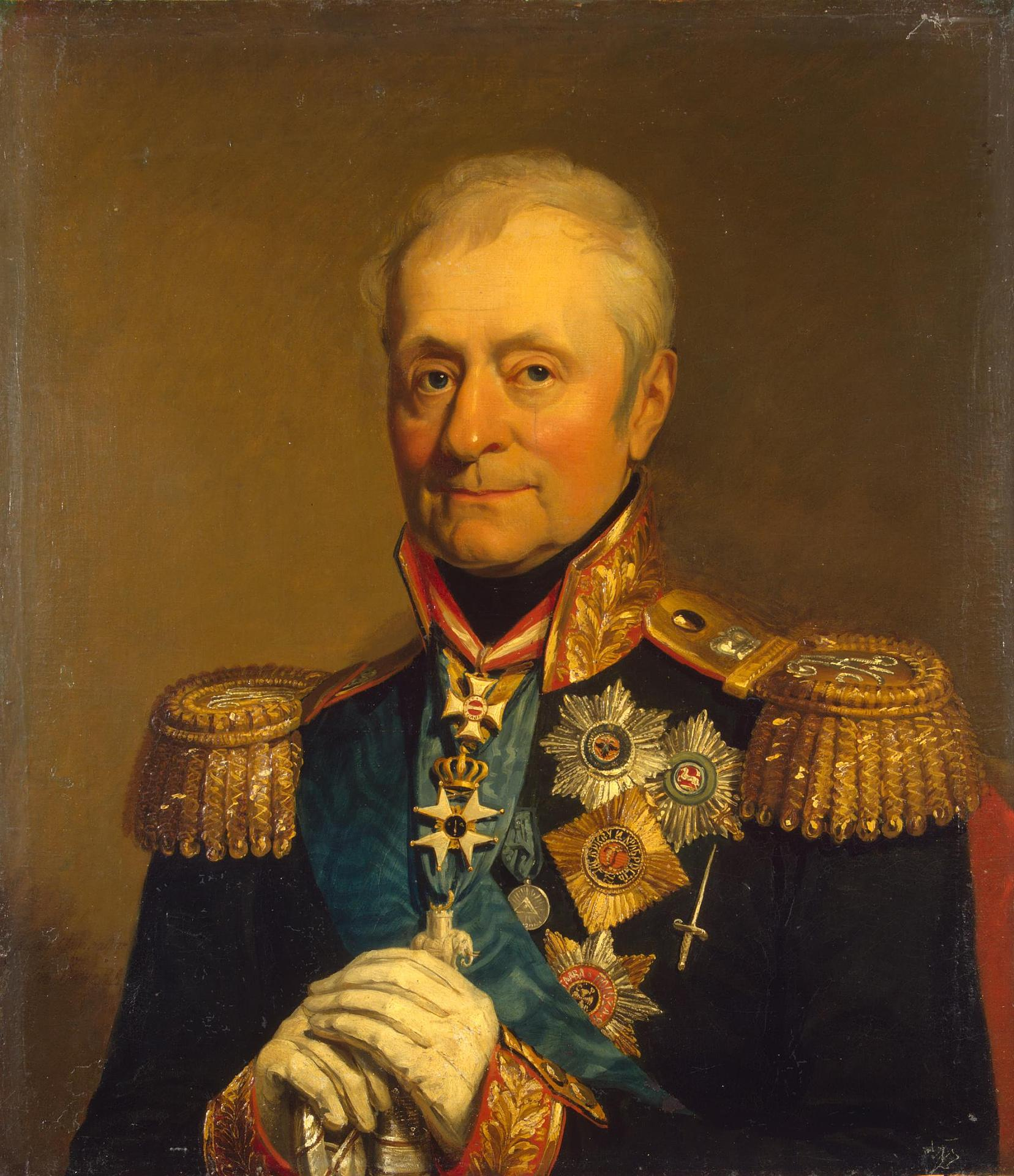
Levin August von Bennigsen

Graf Levin Leontij Leontevitsj August Theophil von Bennigsen (Russisch: Леонтий Леонтьевич Беннигсен) (Braunschweig, 10 februari 1745 - Banteln, 3 december 1826) was een Russisch generaal van Duitse afkomst.

## Beginjaren
Bennigsen was de zoon van kolonel Levin Friedrich von Bennigsen van Brunswijk en zijn echtgenote Henriette Marie von Rauchhaupt. Langs moederszijde was hij achterkleinzoon van maarschalk Hans Adam von Schöning.
Hij kreeg thuis kort onderricht en begon al in 1755 als page aan het hof te Hannover. Vier jaar later werd hij vaandrig.
In 1762 vocht hij als kapitein in de Slag bij Freiberg.

## Faillissement
In hetzelfde jaar stierf zijn vader en erfde hij het landgoed te Banteln. Hij nam ontslag uit het leger en ging in zaken. In 1768 huwde hij Friederike Amalie een dochter van de ambassadeur van Hannover te Wenen, Georg Friedrich von Steinberg.
In 1772 ging Bennigsen failliet. Hij nam het aanbod van tsarina Catharina II van Rusland aan en nam in 1773 als eerste majoor dienst in het Russische leger.
In 1776 hertrouwde Bennigsen kort na het overlijden van zijn eerste vrouw met Elisabeth Meyer. Enkele weken na de bruiloft stierf die ook en Bennigsen hertrouwde in 1777 met Amalie Oelgarde, een dochter van minister August Wilhelm von Schwicheldt van Hannover.

## Russisch leger
In het volgende jaar nam Bennigsen onder maarschalk graaf Pjotr Alexandrovitsj Rumjanzev-Sadunaiski deel aan de veldtochten tegen de Turken en de Perzen. In 1778 werd hij eerste luitenant bij de cavalerie. Na de inname van Otsjakiv onder generaal Grigori Potjomkin werd hij in 1790 kolonel. In 1792 leidde hij in Litouwen een vliegende brigade die Wit-Rusland moest dekken. In de Slag bij Soly in 1794 versloeg hij het Pools leger en werd hij generaal-majoor.
Hij schakelde een vijandelijke batterij uit te Vilnius in juli 1792 en kreeg daarvoor van tsarina Katharina II een landgoed te Minsk. In de oorlog tegen Perzië in 1796 nam hij Derbent in. In 1798 werd hij luitenant-generaal en in 1802 generaal van de cavalerie.
Bennigsen nam deel aan de samenzwering tegen tsaar Paul I. Hij wordt er het brein van genoemd. Na de moord op 23 maart 1801 hielp hij bij de staatsgreep. De opvolger tsaar Alexander I benoemde Bennigsen tot gouverneur van Litouwen. In november 1805 kwam hij met zijn noordelijk leger Oostenrijk te hulp. Vier weken later kreeg hij bij Breslau het bevel tot terugtocht, omdat de Vrede van Pressburg gesloten was.
Zijn derde vrouw overleed en Bennigsen hertrouwde met Marie Leonarde von Andrzeykowicz. Ze kregen in 1809 een zoon Alexander.

## Napoleon
In oktober 1806 rukte Bennigsen Pruisen binnen en kon op 26 december 1806 in de Slag bij Pułtusk de aanval van Napoleon afslaan. Tsaar Alexander benoemde hem op 1 januari 1807 tot opperbevelhebber van het leger. Tussen 7 en 8 februari 1807 bleef de Slag bij Eylau onbeslist.
In de Slag bij Friedland leed hij een beslissende nederlaag die in 1807 tot de Vrede van Tilsit leidde.
Bennigsen trok zich terug op zijn landgoed nabij Vilnius.

## Koetoesov
In 1812 benoemde maarschalk Michail Koetoezov hem tot stafchef.
Bennigsen vocht op 7 september 1812 in de Slag bij Borodino en overwon generaal Joachim Murat op 18 oktober in de Slag bij Tarutino.
Bennigsen kreeg onenigheid met maarschalk Koetoezov en ging meerdere maanden met verlof.

## Leipzig
Begin 1813 haalde tsaar Alexander I hem weer terug en benoemde hem tot opperbevelhebber van het reserveleger in Polen. Hij bezette in juli het hertogdom Warschau. Daar versloeg hij op 12 oktober generaal Laurent de Gouvion Saint-Cyr in de Slag bij Dohna.
Hij leidde zijn leger in geforceerde mars naar Leipzig, waar hij meevocht in de Slag bij Leipzig op 17 oktober.
Bennigsen belegerde nadien Hamburg, Maagdenburg, Torgau en Wittenberg.
In 1818 ging hij met pensioen.
- Gemeinsame Normdatei: 116121467
- International Standard Name Identifier: 0000 0000 1358 3445
- Library of Congress Control Number: no2013066101
- Base Léonore: LH//1628/26
- Nationale Bibliotheek van Polen: a0000001838836
- Nederlandse Thesaurus van Auteursnamen: 172337984
- Virtual International Authority File: 294100684
- WorldCat: E39PBJjCP8Xpgg7xrRtCRTmTpP